# Мали Окштун
Мали Окштун (алб. Okshtun i Vogël) је насељено место у општини Булћиза у округу Дибер, Албанија. Према попису из 1989. године било је 1.137 становника.
Према бугарском географу и историчару, Василу Канчову, у Окштуну је 1900. године живело 390 Албанаца муслимана. Српски етнограф Миленко Филиповић, 1940 године наводи да је Окштун албанско муслиманско село. У њему је до друге половине 19. века било Словена хришћана који су примили ислам а потом су били албанизовани.